# Ludovic Orban
Ludovic Orban (Brașov, 25 maggio 1963) è un politico e ingegnere rumeno, Primo ministro della Romania dal 4 novembre 2019 al 7 dicembre 2020.
Formatosi come ingegnere, è entrato in politica negli anni novanta come militante di Partito Nazionale Liberale-Ala Giovanile, Partito Liberale 1993 e Partito Nazionale Liberale. Vicesindaco di Bucarest tra il 2004 e il 2007, è poi stato ministro dei trasporti del governo Tăriceanu II tra il 5 aprile 2007 e il 22 dicembre 2008. Dopo aver rivestito a più riprese il ruolo di vicepresidente del PNL, nel giugno 2017 ne è stato nominato presidente.
Grazie al sostegno del presidente della Romania Klaus Iohannis, nel 2019 è stato designato per la conduzione di un governo monocolore PNL, che è entrato in carica il 4 novembre. Pur sfiduciato dal parlamento nel febbraio 2020, il mese successivo è riuscito a formare un nuovo governo, approvato anche dal voto dell'opposizione, incaricato di fronteggiare le prime fasi della pandemia di COVID-19. Si è dimesso il 7 dicembre 2020, in seguito all'insuccesso del suo partito alle elezioni parlamentari.
Eletto Presidente della Camera dei deputati il 22 dicembre 2020, ha rinunciato alla funzione il 13 ottobre 2021, in conseguenza della sua sconfitta al congresso del PNL del 25 settembre 2021 contro Florin Cîțu, nominato nuovo presidente del partito. Il 12 novembre 2021 è stato espulso dal PNL dopo trenta anni di militanza a causa di critiche mosse alla nuova dirigenza e ha fondato una nuova formazione politica, Forza della Destra. È stato deputato in tre legislature dal 2008 al 2016 e dal 2020 al 2024.

## Biografia

### Studi e carriera professionale
Nacque da padre di origine ungherese e madre rumena. Il padre Imré Orbán, nato nel 1920 a Odorheiu Secuiesc, fu tra il 1948 e il 1956 un agente della Securitate, la polizia politica comunista. Ludovic Orban fu battezzato secondo il rito della Chiesa unitaria della Transilvania. È il fratello minore di Leonard Orban, ex commissario europeo per il multilinguismo. Dopo aver completato l'istruzione secondaria al liceo "Andrei Șaguna" di Brașov nel 1982, si laureò presso la facoltà di tecnologia delle macchine dell'Università di Brasov nel 1988.
Nello stesso anno iniziò il tirocinio presso la fabbrica "Izolatorul" di Târgul Secuiesc. Dal 1990 e il 1991 fu ingegnere per l'impianto industriale "Tractorul" di Brașov. Abbandonata la carriera ingegneristica, fu tra il 1991 e il 1992 redattore del quotidiano "Viitorul Românesc". Dopo aver ripreso gli studi, nel 1993 conseguì un diploma post laurea in scienze politiche presso la Scuola nazionale di studi politici e amministrativi.

### Primi anni
Entrò in politica nel 1992, iscrivendosi al Partito Nazionale Liberale-Ala Giovanile (PNL-AT) e alle amministrative dello stesso anno fu eletto consigliere comunale del Settore 3 di Bucarest. In seguito alla fusione con altre forze politiche, l'anno successivo il partito cambiò nome in Partito Liberale 1993 (PL93). Orban fu membro del suo comitato esecutivo tra il 1993 e il 1997.
Alle elezioni locali del 1996 il PL93 lo candidò a sindaco del Settore 1 di Bucarest, ma ottenne poco più del 2%. Conseguì in ogni caso l'elezione a consigliere comunale della stessa amministrazione del Settore 1, ruolo dal quale si dimise nel 1997.
Nel 1998 si unì al Partito Nazionale Liberale (PNL), nel quale nel mese di aprile assunse l'incarico di membro del consiglio nazionale. Dal 15 febbraio 2001 al 25 agosto 2002 fece poi parte dell'ufficio permanente centrale del PNL. In questo periodo rivestì varie funzioni in istituzioni pubbliche, cioè quelle di direttore per le relazioni pubbliche dell'Agenzia per le politiche energetiche della Romania (1997-1998), di segretario generale alla Segreteria di Stato per le persone con handicap (1998-1999), di segretario di Stato e capo del Dipartimento per le informazioni pubbliche del governo (1999-2000) e di Segretario di Stato e presidente dell'Agenzia nazionale dei funzionari pubblici (da marzo 2000 a maggio 2001).
Sostenitore di una corrente che si opponeva al presidente del partito Valeriu Stoica, nel 2002 Orban perse il ruolo di capo di dipartimento per l'immagine del PNL che rivestiva in qualità di componente dell'ufficio centrale. La fazione, riconducibile Orban, Dinu Patriciu, Crin Antonescu e Dinu Zamfirescu, rimproverava il leader del PNL di mettere in pericolo il mantenimento di una linea ideologica nettamente liberale. In occasione del congresso del 24 e 25 agosto 2002 annunciò la propria candidatura alla presidenza del PNL come rappresentante dell'ala radicale del partito. In sede congressuale fu però sconfitto da Theodor Stolojan. Orban ottenne 193 voti contro i 944 del nuovo leader del PNL.

### Vicesindaco di Bucarest
Il 15 novembre 2002 succedette al dimissionario Mircea Cinteză alla guida della filiale del PNL di Bucarest. Dalla stessa data fu contestualmente presidente della commissione per la pubblica amministrazione del PNL.
In seguito alle elezioni locali del 2004, alle quali il PNL si presentava nella coalizione Alleanza Giustizia e Verità (DA) con il Partito Democratico (PD), Orban divenne vicesindaco di Traian Băsescu, nuovo primo cittadino della capitale rumena.
Le elezioni parlamentari e presidenziali dell'autunno 2004 videro il successo dell'alleanza anche a livello nazionale. Băsescu divenne presidente della Romania, mentre furono organizzate nuove elezioni per sostituirlo alla guida del municipio di Bucarest. Il 23 gennaio 2005 Orban iniziò la raccolta firme per la propria candidatura, ma il 10 febbraio 2005 il consiglio nazionale dell'alleanza gli preferì Adriean Videanu (PD), che era favorito nei sondaggi. Orban rimase vicesindaco anche di Videanu (vincitore delle elezioni comunali del 2005) fino all'aprile 2007, mentre il 19 novembre 2005 fu rieletto presidente della filiale del PNL di Bucarest con 800 voti su 1000. Nel contemporaneo dibattito politico sorto tra il 2005 e il 2006 sulla potenziale fusione tra PNL e PD, Orban espresse la propria contrarietà al progetto.
Il 12 gennaio 2007 fu nominato vicepresidente del partito al fianco di altri quattordici colleghi da parte del congresso del PNL, che confermò anche il primo ministro Călin Popescu Tăriceanu alla presidenza.

### Ministro e deputato
Dopo l'esclusione dal governo del Partito Democratico, il 5 aprile 2007 fu nominato ministro dei trasporti nel Governo Tăriceanu II e concluse il mandato il 22 dicembre 2008. Sul piano delle infrastrutture, però, il governo non riuscì a compiere le proprie promesse elettorali riguardanti la costruzione di nuove autostrade. Nel corso del suo mandato proseguirono i lavori per l'autostrada A3 tra Bucarest e Ploiești e per l'autostrada della Transilvania. Tra gli altri progetti Orban inaugurò due tunnel stradali, uno a Bascov sull'autostrada A1 e l'altro sulla DN1. La privatizzazione della compagnia ferroviaria commerciale CFR Marfă, sebbene valutata da Orban 1 miliardo di euro, non si realizzò.
Nel giugno 2008 fu presentato dal PNL come candidato a sindaco di Bucarest alle locali, ma con il 12% arrivò quarto. In conseguenza della sconfitta, l'ufficio centrale del PNL decretò l'azzeramento delle direzioni delle filiali del partito nella capitale rumena. Orban lasciò la guida della sezione, che fu assunta ad interim dallo stesso premier Tăriceanu. Nella nuova formula Orban fu comunque indicato come vicepresidente del PNL di Bucarest.
Alle elezioni parlamentari del 2008 conseguì il suo primo mandato da deputato. A inizio legislatura provò a candidarsi per il ruolo di capogruppo del PNL alla camera, ma fu superato da Tăriceanu per 41 voti a 10. Il 15 dicembre 2008 il PNL lo propose come nuovo presidente della camera dei deputati, ma la maggioranza gli preferì Roberta Anastase (Partito Democratico Liberale), che ottenne 218 voti favorevoli contro i 69 di Orban. A livello parlamentare fu vicepresidente della camera (da ottobre 2009 a febbraio 2011), membro delle commissioni pubblica amministrazione (fino a ottobre 2009) e lavoro (da ottobre 2009 a dicembre 2012) e presidente della commissione d'inchiesta sulle spese realizzate dal ministero del turismo.

### Vicepresidente del PNL
Il congresso straordinario del PNL del 20 e 21 marzo 2009 elesse Crin Antonescu nuovo presidente e, con 947 voti, Ludovic Orban nella veste di primo vicepresidente, posizione appena introdotta dallo statuto.
Nel 2009 fu inserito dal PNL nella posizione numero 23 delle liste bloccate per le elezioni europee del 7 giugno, ma il partito conseguì solo sei eurodeputati.
Nel 2010 tentò la candidatura alla presidenza del PNL al congresso ordinario indetto per il 5 e 6 marzo. Antonescu riuscì a confermare il proprio ruolo con 986 voti, a fronte dei 357 guadagnati da Orban, che perse ogni funzione dirigenziale in seno al partito.
Nel 2011 fu tra le poche personalità del PNL ad opporsi all'alleanza con il Partito Social Democratico (PSD) che diede vita alla coalizione Unione Social-Liberale (USL), nata per realizzare un'opposizione comune al presidente della Romania Băsescu. Criticò Antonescu anche per il sostegno riconosciuto dal PNL a Sorin Oprescu alle elezioni locali del 2012 a Bucarest.
Fu rieletto deputato alle parlamentari del 2012. Nel corso della legislatura 2012-2016 fu capogruppo del PNL alla camera dei deputati da dicembre 2014 a settembre 2015, quando lasciò il ruolo per rivestire la vicepresidenza della camera, che mantenne fino ad aprile 2016. Fu inoltre membro della commissione per le pari opportunità e, a partire dal marzo 2014, di quella per il lavoro. Dal marzo 2015 partecipò anche alla delegazione del parlamento rumeno alla NATO.
Dopo le dimissioni di Antonescu da capo del PNL, il congresso del 28 giugno 2014 elesse quale nuovo leader del partito Klaus Iohannis. I delegati nominarono anche trentuno nuovi vicepresidenti in uno scrutinio nel quale Orban ottenne il maggior numero di preferenze. In seguito all'insediamento di Iohannis quale presidente della Romania, Orban si candidò per rivestire ad interim la presidenza del PNL, ma in sede di voto presso l'ufficio politico nazionale del 18 dicembre 2014 fu sconfitto da Alina Gorghiu (48 voti a 27).
Nel febbraio 2016 fu designato dalla segreteria del PNL quale candidato a sindaco di Bucarest alle elezioni del 5 giugno, ma due mesi più tardi l'avvio di un'inchiesta nei suoi confronti da parte della Direzione nazionale anticorruzione lo spinse a rinunciare. In conseguenza dello scandalo l'11 aprile rassegnò le proprie dimissioni anche da vicepresidente del PNL e della camera dei deputati.

### Presidente del Partito Nazionale Liberale

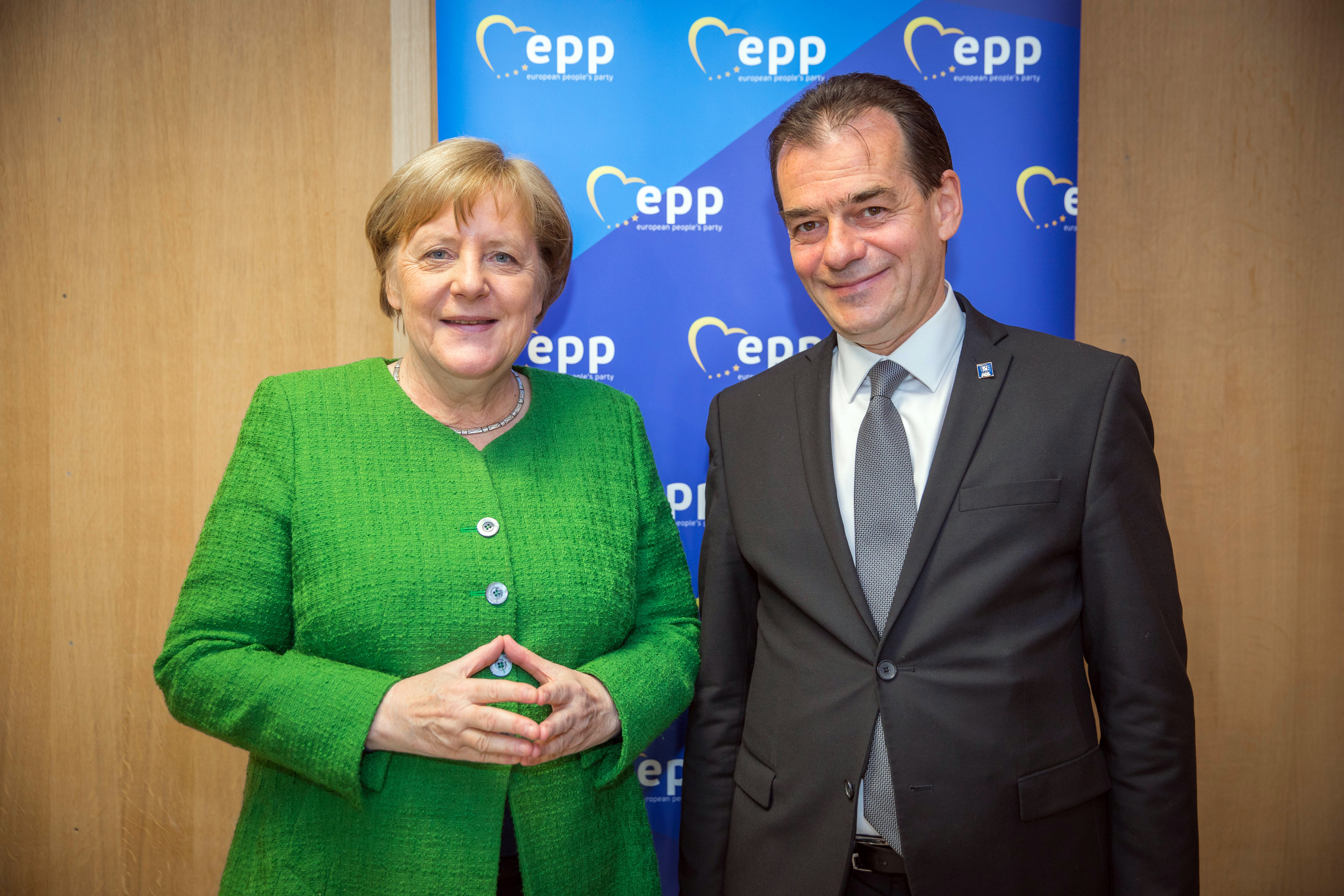
Ludovic Orban con la cancelliera della Germania Angela Merkel al vertice del Partito Popolare Europeo tenutosi a Sibiu il 9 maggio 2019.

La sconfitta del PNL alle elezioni parlamentari del 2016 portò alla presidenza ad interim da parte di Raluca Turcan. Sei mesi dopo le elezioni, il 17 giugno 2017, Orban presentò al congresso del PNL la sua quarta personale candidatura a presidente del partito, con la mozione programmatica «Partito Nazionale Liberale - Forza della Destra» (Partidul Național Liberal-Forța Dreptei). Il voto congressuale premiò Orban, che vinse con 3.518 preferenze, contro le 952 dell'avversario Cristian Bușoi. Subito dopo la vittoria dichiarò «Il PNL sotto la mia conduzione sarà un partito di destra liberal-conservatore, membro della destra europea e si batterà con tutte le sue forze per la realizzazione di politiche di destra per assicurare una crescita economica sana».
Sul piano politico tra il 2017 e il 2019 il PNL fu il principale partito d'opposizione al PSD. Il periodo fu caratterizzato dal duro conflitto con il governo sul tema della riforma della giustizia portata avanti dalla maggioranza, che fu causa di ampie proteste della società civile e che incontrò anche il biasimo del capo di Stato Iohannis.
L'11 marzo 2018 il consiglio nazionale del PNL si riunì per confermare le nomine alle future elezioni. Klaus Iohannis fu indicato come candidato presidenziale per il 2019, mentre Orban fu scelto per il ruolo di premier nel caso di successo alle legislative del 2020. Il primo anno di mandato del nuovo leader, ad ogni modo, fu marcato anche da contrasti con diversi membri del partito. Gli oppositori di Orban avanzarono la possibilità di richiedere un congresso straordinario e accusarono il presidente di voler proporre delle modifiche allo statuto che ne avrebbero rafforzato il potere. Nuovi contrasti si verificarono in occasione del referendum costituzionale del 2018 promosso dal Partito Social Democratico: esso, infatti, mirava ad introdurre nella legge fondamentale una definizione di famiglia quale nucleo composto da uomo e donna, pregiudicando così i diritti della comunità LGBT. Mentre Orban sostenne apertamente il "sì", parte dell'opposizione interna si scagliò contro il presidente, affermando che la posizione assunta dal leader del PNL rappresentava una politica retrograda e andava in conflitto con lo stesso elettorato liberale.
Alle elezioni europee del 26 maggio 2019 il PNL fu il primo partito e ottenne dieci seggi, il miglior risultato della sua storia. Tale evento precedette la caduta del governo PSD di Viorica Dăncilă, che fu sfiduciato il 10 ottobre 2019.

### Primo ministro

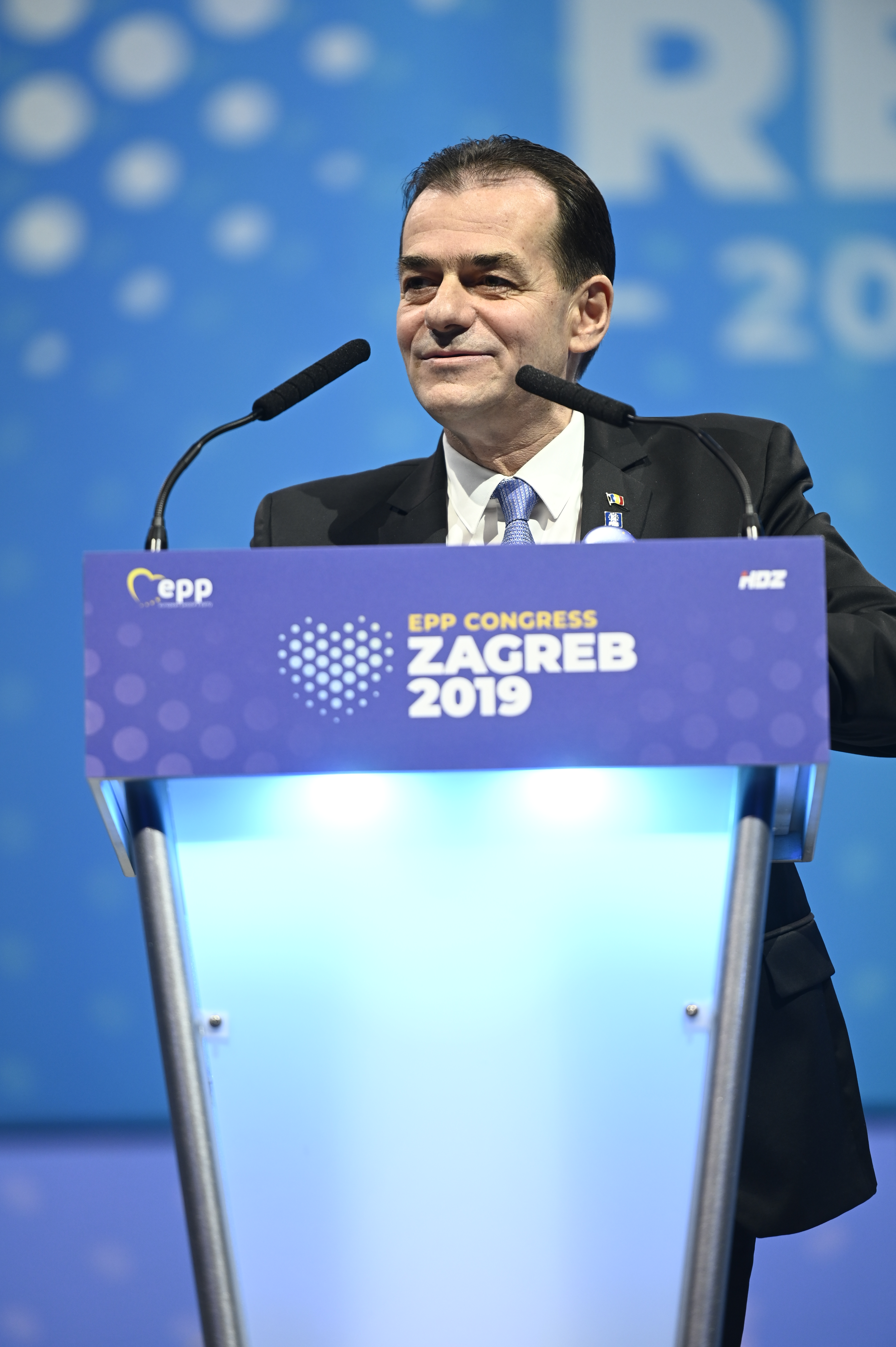
Ludovic Orban al congresso del Partito Popolare Europeo tenutosi a Zagabria tra il 20 e il 21 novembre 2019.

Il 15 ottobre 2019 fu incaricato dal presidente della Romania di formare un nuovo governo. Il successivo 4 novembre ottenne la fiducia parlamentare con 240 voti a favore, nessun contrario e 225 astenuti. Il governo era composto da soli membri del PNL e godeva dell'appoggio esterno di altre forze parlamentari.
Orban indicò tra le linee guida del proprio governo la stabilizzazione dei parametri macroeconomici, il rispetto dello stato di diritto e il rafforzamento del rapporto tra istituzioni e cittadini. Nel mese di gennaio 2020 presentò un bilancio delle prime riforme messe in pratica, tra le quali si annoveravano la cancellazione di alcune tasse, la crescita del salario minimo, il congelamento degli stipendi dei parlamentari e l'eliminazione del meccanismo di split TVA. Sul piano della giustizia il governo si vantava di aver abrogato la legge sulla liberazione condizionale dei detenuti (recursul compensatoriu) e di aver consentito l'avvio delle procedure per la designazione dei capi delle procure di DNA, DIICOT e Corte suprema.
La mancanza di una solida maggioranza parlamentare, tuttavia, portò spesso il governo a porre la fiducia, prerogativa che aggirava il dibattito parlamentare e che fu criticata dall'opposizione. Tale fragilità fu evidente anche allo stesso Orban che, di comune accordo con il presidente Iohannis, valutò più volte la possibilità di giungere ad elezioni anticipate. Alla fine di gennaio il governo predispose un'ordinanza d'urgenza che avrebbe ripristinato l'elezione dei sindaci su due turni per le elezioni locali del 2020. Il decreto fu duramente avversato dall'opposizione, che per bloccare l'iniziativa legislativa organizzò una mozione di sfiducia. Temendo la riuscita del progetto dell'opposizione, il 4 febbraio 2020 il governo emanò 25 ordinanze d'urgenza in una sola seduta. Il 5 febbraio il governo Orban I fu battuto e costretto alle dimissioni dai voti di 261 parlamentari. Solo 139 votarono contro.
Nonostante la fine del suo governo, il 6 febbraio il presidente della Romania lo incaricò ancora una volta di formare l'esecutivo, con l'obiettivo di forzare elezioni anticipate. Una decisione della Corte costituzionale, tuttavia, stabilì che il presidente avrebbe dovuto nominare un altro primo ministro. Iohannis, quindi, indicò Florin Cîțu, in un nuovo tentativo di sciogliere le camere. Cîțu rinunciò alla designazione il 12 marzo 2020, mentre Iohannis propose nuovamente Ludovic Orban. L'esplosione della pandemia di COVID-19 in Romania e la necessità di un governo titolare per fronteggiare l'emergenza sanitaria, cambiarono radicalmente il contesto politico. Il 14 marzo 2020 Orban riuscì ad ottenere la fiducia parlamentare (286 voti favorevoli e 23 contrari) per la nascita del suo secondo gabinetto, con il voto favorevole anche delle forze d'opposizione, compreso il PSD, che per senso di responsabilità riconobbero la riconferma del primo ministro. Subito dopo il giuramento il presidente della Romania dichiarò l'istituzione dello stato d'emergenza nel paese a partire dal 16 marzo, mentre nelle settimane successive il governo emanò gli atti per l'applicazione delle misure di lockdown.
Il mandato del governo Orban II fu caratterizzato dalla gestione della crisi sanitaria, che ebbe ripercussioni su numerose iniziative dell'esecutivo. Giunto quasi alla fine della legislatura, il 6 novembre 2020 il governo presentò un rapporto sulle proprie realizzazioni. Si vantò di aver rivisto l'OUG 114/2019 emanata dal precedente governo, eliminando le accise sui carburanti, riducendo le imposte sui contratti di lavoro part-time e cancellando le sovrattasse per le compagnie del settore bancario, energetico e delle telecomunicazioni. Tra i piani d'investimento, il partito sottolineò di aver lanciato il più grande programma degli ultimi trent'anni «Ricostruiamo la Romania» («Reclădim România»), valutato sui 100 miliardi di euro fino al 2030 e che nel solo 2020 avrebbe avuto un valore del 7% del PIL. In base alle stime del governo, nei primi dieci mesi del 2020 erano state immesse nell'economia risorse supplementari per 68 miliardi di lei (pari al 6,3% del PIL) per sostenere le aziende colpite dalla crisi economica scaturita dalla pandemia. A questi si aggiungevano altri 8,9 miliardi per spese direttamente legate alla gestione della crisi sanitaria. La maggior parte delle misure fu finanziata con fondi europei. Secondo il governo nel periodo novembre 2019-ottobre 2020 erano stati percepiti dalla Commissione europea contributi per 6 miliardi di euro.
Il 26 novembre 2020 fu presentato anche il piano nazionale di recupero e resilienza (Planul național de Redresare și Reziliență), valutato 30 miliardi di euro nei successivi due anni.
L'impatto dell'epidemia ebbe comunque un effetto sull'economia paese. Secondo i dati preliminari del governo il PIL nel 2020 si contrasse del 3,8% (a fronte di una crescita nel 2019 di circa il 4%), mentre il deficit pubblico arrivò a toccare l'8,6% del PIL.

### Elezioni del 2020
In campagna elettorale per le elezioni del 2020 Orban ribadì che il suo partito era l'unica forza in grado di sconfiggere il PSD, che era presentato come un gruppo che aveva calpestato i diritti e le libertà dei cittadini, al solo fine di modificare le leggi sulla giustizia in proprio favore e sostenere le proprie clientele politiche. Il PNL prometteva stabilità politica, grazie ai buoni rapporti con il presidente Iohannis, e una crescita basata sugli investimenti a lungo termine, piuttosto che sul consumo. Dal punto di vista della politica estera il PNL avrebbe difeso l'adesione a valori occidentali ed europeisti.
Rafforzato dal successo ottenuto alle elezioni locali del mese di settembre, il PNL si aspettava una vittoria anche allo scrutinio nazionale del 6 dicembre 2020. La realtà del voto, però, deluse le aspettative del partito. Con il procedere dello spoglio fu chiaro che il PSD sarebbe stato davanti di quasi 5 punti, risultato molto distante dalle previsioni del PNL e che, in seguito ad un colloquio con il capo di Stato, nella sera del 7 dicembre spinse Orban a rassegnare le proprie dimissioni da primo ministro. In sua sostituzione fu indicato ad interim Nicolae Ciucă.
Pur rinunciando al ruolo, Orban fece parte della delegazione del partito alle negoziazioni per la formazione di un nuovo governo di centro-destra. Il PNL ottenne il 25% e riuscì a costituire un governo di coalizione con USR PLUS e UDMR con a capo Florin Cîțu, che entrò in carica il 23 dicembre 2020.
Il 22 dicembre Orban fu eletto presidente della camera dei deputati, superando il candidato dell'opposizione Alfred Simonis (PSD) con 179 voti a 110.
Eletto per la terza volta deputato, tra gli altri incarichi parlamentari rivestiti nella legislatura fu membro delle commissioni salute (da febbraio a novembre 2021) e diritti umani (da novembre 2021).

### Forza della Destra
Subito dopo le elezioni apparvero i primi malumori contro il presidente del PNL. I contestatori di Orban si strinsero intorno a Florin Cîțu, che il 30 maggio 2021 annunciò la propria candidatura alla presidenza del PNL. La campagna tra i due contendenti alla funzione si tenne con toni alti e dure critiche reciproche, mentre Iohannis si schierò al fianco di Cîțu. La rottura della maggioranza del settembre 2021, avvenuta nel pieno della campagna per la presidenza del PNL, contribuì ad alimentare il tono degli scontri tra i due candidati. Orban, infatti, affermò che nel caso di una sua rielezione avrebbe ricostituito la coalizione nel giro di 48 ore.
A livello programmatico Orban presentò la mozione «La forza della destra» («Forța Dreptei»), in cui sottolineava la necessità dell'adesione a una linea conservatrice basata sui diritti e le libertà individuali, la famiglia, il credo cristiano e la nazione. Allo stesso tempo il suo PNL sarebbe stato un partito promotore di principi economici e democratici liberali, favorevole alla separazione dei poteri e all'uguaglianza di fronte alla giustizia. I quasi 5.000 delegati del partito presenti al congresso del 25 settembre 2021 elessero presidente Florin Cîțu con 2.878 voti (60,2%), mentre Orban ne ottenne 1.898 (39,7%). I voti nulli furono 72.
Il 3 ottobre 2021 Orban dichiarò di essere sul punto di costituire una nuova formazione politica che avrebbe raccolto l'eredità ideologica del PNL, in contrapposizione alla nuova leadership. In polemica con Iohannis e Cîțu, il 13 ottobre 2021 rassegnò le proprie dimissioni anche da presidente della camera dei deputati. La camera ne prese atto il 18 ottobre 2021. A causa delle continue critiche alla dirigenza e alla scelta del partito di negoziare un'alleanza di governo con il PSD, il 12 novembre 2021 fu espulso dal PNL.
Il nuovo partito fu presentato il 14 dicembre 2021 con la denominazione ufficiale di Forza della Destra. Il nome riprendeva quello del documento programmatico presentato per la propria elezione al congresso del PNL del precedente 25 settembre. Orban ribadì l'adesione ai canoni ideologici del liberalismo, del conservatorismo e del cristianesimo democratico.
Forza della Destra partecipò alle elezioni europee del 2024 nel quadro dell'Alleanza Destra Unita e in coalizione con il Partito del Movimento Popolare e altre formazioni minori alle elezioni parlamentari dello stesso anno, senza ottenere seggi. In un primo momento Orban presentò la propria candidatura alle elezioni presidenziali del 2024, ma si ritirò nel corso della campagna elettorale, decidendo di sostenere l'esponente dell'USR Elena Lasconi.

## Aspetti controversi

### Inchiesta per corruzione
L'11 aprile 2016 fu informato dalla Direzione nazionale anticorruzione di essere indagato per abuso di posizione dominante finalizzato al conseguimento di benefici. Nello specifico i procuratori accusavano Orban di aver contattato un imprenditore, Tiberiu Urdăreanu, nel marzo 2016 e di aver preteso il versamento di 50.000 euro per sostenere la campagna per la sua elezione a sindaco di Bucarest. A causa dell'inchiesta Orban rinunciò alla candidatura.
Il 31 gennaio 2017 fu assolto dal tribunale dell'Alta corte di cassazione e giustizia. Il 5 marzo 2018 la sentenza d'appello confermò la decisione emanata in primo grado.

### Incidente stradale
Il 16 dicembre 2007, quando era in carica come ministro dei trasporti, causò un incidente stradale in zona Cotroceni a Bucarest, investendo una sedicenne e finendo addosso a un'autovettura parcheggiata a bordo strada. Orban denunciò l'accaduto solamente nella sera del giorno successivo, motivo per il quale la polizia gli ritirò la patente di guida. Nonostante l'avvio di un'inchiesta, nel febbraio 2008 la procura archiviò il caso per i capi d'accusa di lesione, falsa testimonianza e omissione di soccorso che gli erano stati rivolti.

## Vita privata
È sposato con Mihaela e ha un figlio, Tudor..
Il fratello Leonard Orban è stato commissario europeo per il multilinguismo tra il 2007 e il 2010.
Non ha nessuna parentela con Viktor Orbán, Primo ministro dell'Ungheria.